# Mario Bandini
Mario Bandini (Firenze, 6 maggio 1907 – Roma, 21 maggio 1972) è stato un economista italiano.

## Biografia
È stato un importante agronomo ed economista italiano. Nato in una famiglia di professionisti a Firenze, conseguì la laurea in Scienze Agrarie presso l'Università di Firenze nel 1928, sotto la guida di Arrigo Serpieri, che lo avviò alla carriera accademica.
Dopo aver ottenuto l'abilitazione alla professione di agronomo, iniziò la sua carriera di ricerca presso l'Osservatorio di Economia Agraria di Firenze, e successivamente presso l'Osservatorio del Piemonte. Nel 1935 ottenne la libera docenza in economia agraria, estimo e contabilità, e avviò una prolifica carriera accademica, insegnando presso le università di Perugia e Bari. Tra le sue opere principali si annovera Agricoltura e crisi (1937), che rappresenta un passaggio significativo nella sua analisi dei cicli economici e delle crisi agricole.
Durante il dopoguerra, il suo crescente prestigio scientifico lo portò a ricoprire ruoli chiave nel campo della politica agraria, contribuendo alla definizione di politiche nazionali e internazionali. Collaborò con istituzioni come la FAO e l'OCSE, e fu presidente dell'Ente di Riforma della Maremma tosco-laziale dal 1953 al 1959.
Nel 1959 fu nominato presidente del Consiglio Superiore dell'Agricoltura e delle Foreste, ruolo che lo portò a lasciare temporaneamente la docenza universitaria. Dopo il mandato, riprese l'insegnamento presso l'Università di Roma, dove contribuì al rinnovamento dell'organizzazione didattica della Facoltà di Economia, della quale fu anche preside dal 1969 al 1971.
Nel corso degli anni, pubblicò importanti lavori di sintesi e sistematizzazione teorica, tra cui Politica agraria (1946) e Economia agraria (1959). Il suo approccio all'economia agraria fu caratterizzato da un'attenzione ai rapporti tra il sistema economico generale e il settore agricolo, con un orientamento verso temi di macroeconomia, che rappresentò una rottura rispetto alle impostazioni accademiche tradizionali.